# ساشا شنايدر
ساشا شنايدر (بالفرنسية: Sacha Schneider)‏ (23 يونيو 1972 بلوكسمبورغ - ) هو لاعب كرة قدم لوكسمبورغي في مركز الوسط. شارك مع منتخب لوكسمبورغ لكرة القدم. أما مع النوادي، فقد لعب مع جينيس إيسش ونادي غريفينماتشر الرياضي ‏.

## مسيرته الكروية
لعب ساشا شنايدر خلال مسيرته الاحترافية مع ناديين في ثلاثة عشر موسمًا وسجل خلالها 74 هدفًا ضمن 269 مباراة. حيث فاز في موسمين بالكأس وفي موسم واحد بالدوري.
خاض ساشا شنايدر مسيرته مع نادي غريفينماتشر الرياضي ‏ في موسم 1992–93 ليلعب معه عشرة مواسم، مشاركًا في 206 مباراة سجل خلالها 57 هدفًا. ثم انتقل إلى نادي جونيس إيتش في موسم 2002–03 واستمر معه طيلة ثلاثة مواسم، حيث شارك في 63 مباراة سجل خلالها 17 هدفًا.

## وصلات خارجية
- ساشا شنايدر على موقع قاعدة بيانات كرة القدم.إي يو (الإنجليزية)
- ساشا شنايدر على موقع ناشيونال فوتبول تيمز (الإنجليزية)
- ساشا شنايدر على موقع عالم كرة القدم.نت (الإنجليزية)